# 索摩查家族
蘇慕薩家族是1936年至1979年間統治尼加拉瓜的家族獨裁政權。該政權由安納斯塔西奧·索摩查·加西亞創立，於1979年被丹尼尔·奥尔特加領導的桑地諾民族解放陣線推翻。